# Vézac (Dordogne)
Vézac – miejscowość i gmina we Francji, w regionie Nowa Akwitania, w departamencie Dordogne.
Według danych na rok 1990 gminę zamieszkiwało 620 osób, a gęstość zaludnienia wynosiła 48 osób/km² (wśród 2290 gmin Akwitanii Vézac plasuje się na 628. miejscu pod względem liczby ludności, natomiast pod względem powierzchni na miejscu 883.).